# ГЭС «Пороги»
Гидроэлектростанция «Пороги» (Порожская ГЭС) — малая ГЭС на реке Большая Сатка в Саткинском районе Челябинской области, у посёлка Пороги. Старейшая непрерывно действовавшая (до 2017 года) гидроэлектростанция России (пущена в 1910 году). Памятник истории и культуры областного значения с 1996 года. В 2017 году станция была остановлена по причине отсутствия средств на продолжение эксплуатации.

## Конструкция станции
Конструктивно «Пороги» представляют собой низконапорную малую гидроэлектростанцию, построенную по плотинной схеме, с береговым расположением здания ГЭС. Установленная мощность ГЭС — 1,36 МВт.
Плотина выполнена из бутового камня. Длина плотины — 125 м, максимальная высота — 21 м, ширина по гребню 4,2 м и по подошве 12,5 м. На плотине расположены поверхностные водосбросы (длина водосливной части — 71 м, общий пролёт водосливов — 57,5 м). Водосбросы оснащены затворами и механизмами их подъёма с ручным приводом. Между водосливной и глухой левобережной частями плотины размещён водоприёмник (напорная камера), откуда по металлическому водоводу длиной около 20 м и диаметром 2,5 м вода подаётся к зданию ГЭС.
Здание ГЭС расположено на левом берегу, сложено из бутового камня, совмещено со зданием плавильного цеха. В машинном зале расположены три горизонтальных радиально-осевых гидроагрегата:
- Мощностью 0,56 МВт. Введён в эксплуатацию в 1909 году. Включает в себя двухколёсную турбину, изготовленную фирмой «Бриглеб, Хансен и Ко» (Германия, г. Гота) в 1909 году, и генератор переменного тока (напряжение 80 В).
- Мощностью 0,75 МВт. Введён в эксплуатацию в 1930 году. Включает в себя турбину, изготовленную по лицензии австрийской фирмы на Московском заводе им. Калинина, и генератор завода «Электросила» (напряжение 80 В).
- Мощностью 0,05 МВт. Введён в эксплуатацию в 1909 году. Включает в себя турбину, изготовленную фирмой «Бриглеб, Хансен и Ко» (Германия, г. Гота) в 1909 году, и генератор переменного тока (напряжение 220 В, предназначен для питания освещения и бытовой сети завода и посёлка).

Машинный зал оснащён мостовым краном грузоподъёмностью 5 т с электроприводом.

## История
В 1908 году «Уральское электро-металлургическое товарищество графа А. А. Мордвинова, графини Е. А. Мордвиновой, барона Ф. Т. Роппа и А. Ф. Шуппе» приступило к строительству ферросплавного завода в урочище Пороги на реке Большой (Озёрной) Сатке в 35 верстах от одноимённого горнозаводского посёлка. Производство планировалось электроплавильное, потому Сатку перегородили плотиной, смонтировали приплотинную ГЭС. Через два года ГЭС начала обеспечивать завод электроэнергией.
Технические организаторы проекта инженеры Ф. Т. Ропп и А. Ф. Шуппе освоили на «Порогах» выплавку ферросилиция и феррохрома, ферровольфрама и ферромарганца, карбидов кремния и кальция. Их имена открывают список имён в российской электрометаллургии ферросплавов, которая к тому времени считалась чрезвычайно взрывоопасной. Завод со временем стал цехом Саткинского комбината «Магнезит», а впоследствии был ликвидирован как нерентабельный.
Решением Саткинского горисполкома от 12 августа 1987 года Пороги объявлены комплексным (природно-историческим) памятником природы и взяты под охрану государства. Постановлением Челябинской областной Думы № 378 от 15 февраля 1996 года комплекс «Пороги» объявлен памятником истории и культуры областного значения. В 1993 году комплекс «Пороги» вошёл в заявку на включение в Список памятников промышленности Всемирного наследия ЮНЕСКО.
С 1998 года по 2014 год станцию сохранял своими силами инженер Виктор Владимирович Загнойко, в честь которого на здании станции установлена мемориальная доска.
В 2017 году гидроэлектростанция была остановлена из-за отсутствия финансирования, персонал уволен. Сооружения ГЭС требуют ремонта, который оценивается в сумму более 1 млрд рублей.
По состоянию на 2025 год станция находится в аварийном состоянии. Около станции находится кафе-музей, имеется смотровая площадка. Работа по реконструкции или консервации не проводились.

## Галерея

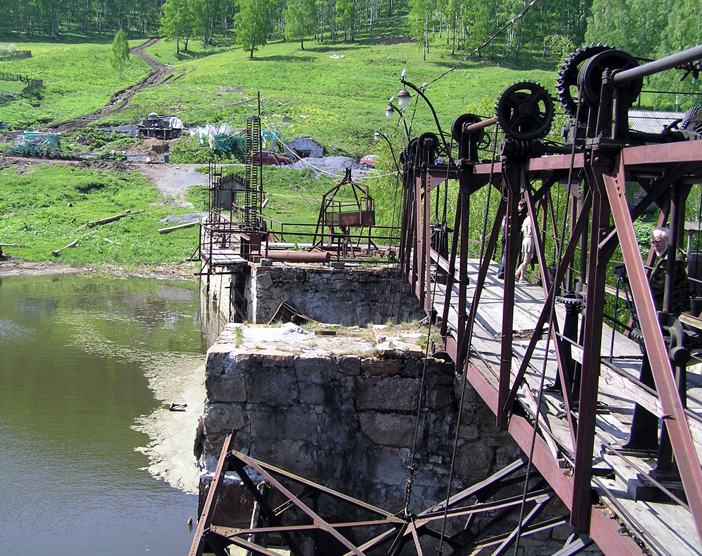
Устройства подъёма затворов
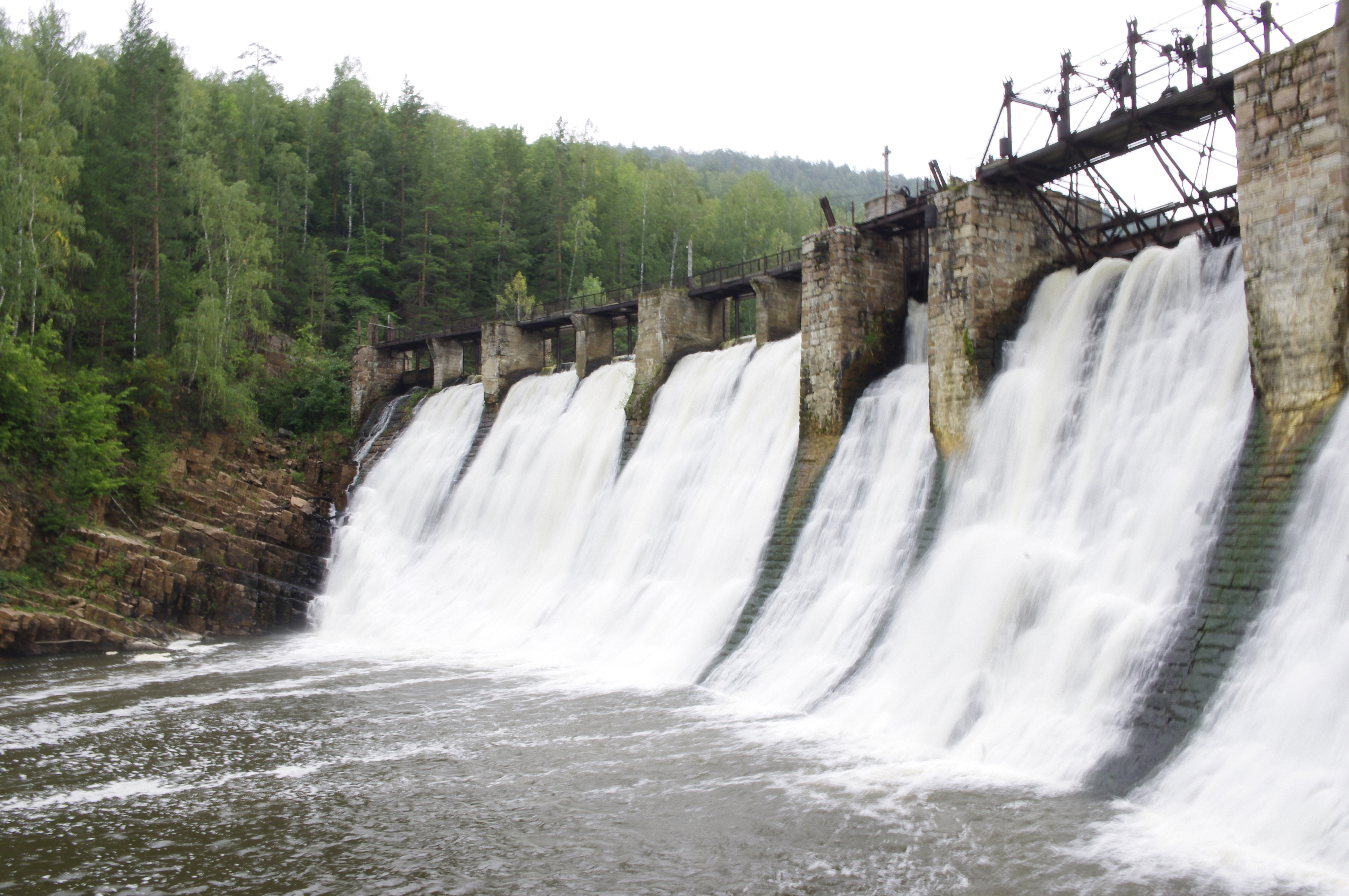
Плотина
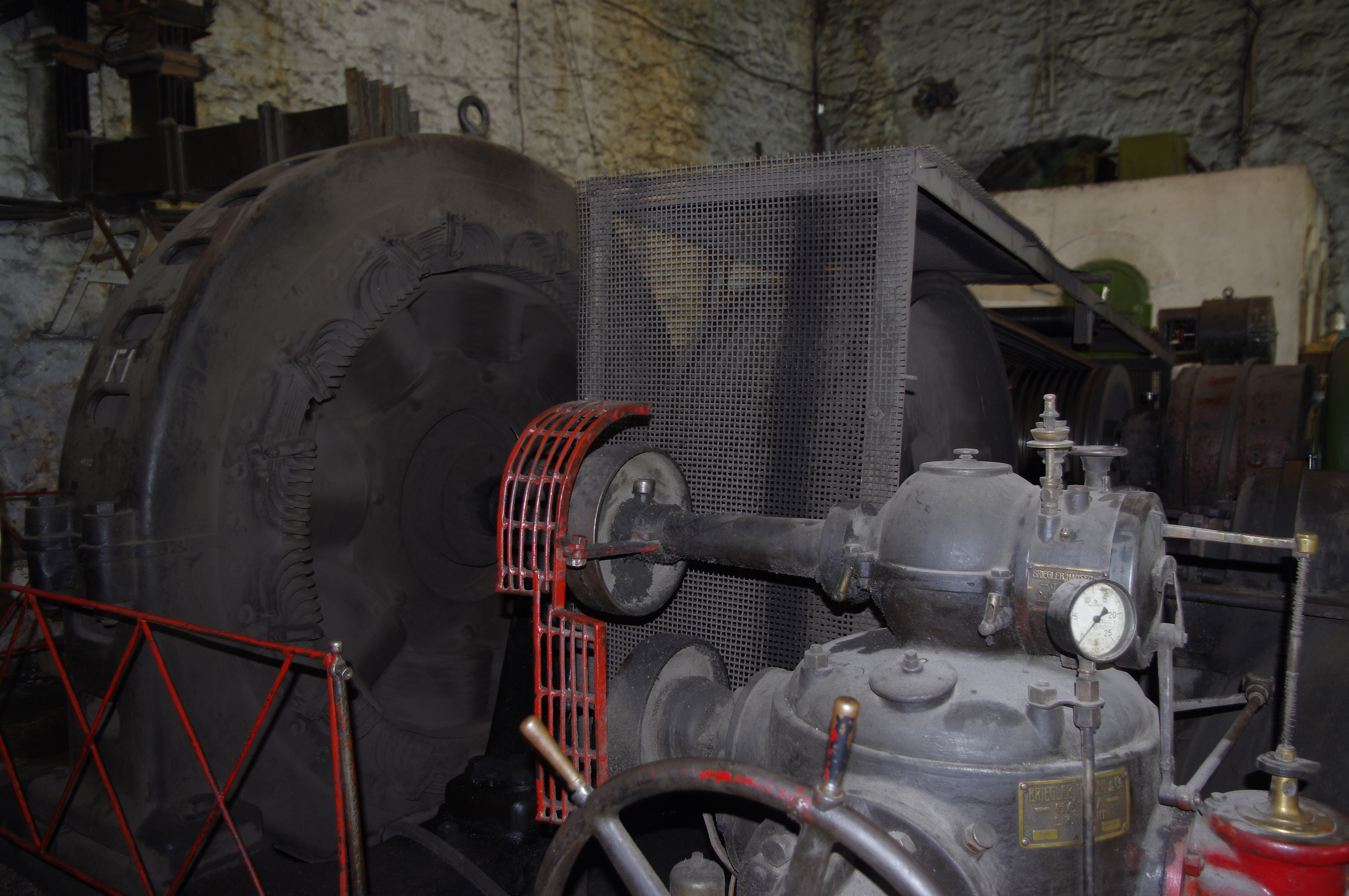
Машинное отделение
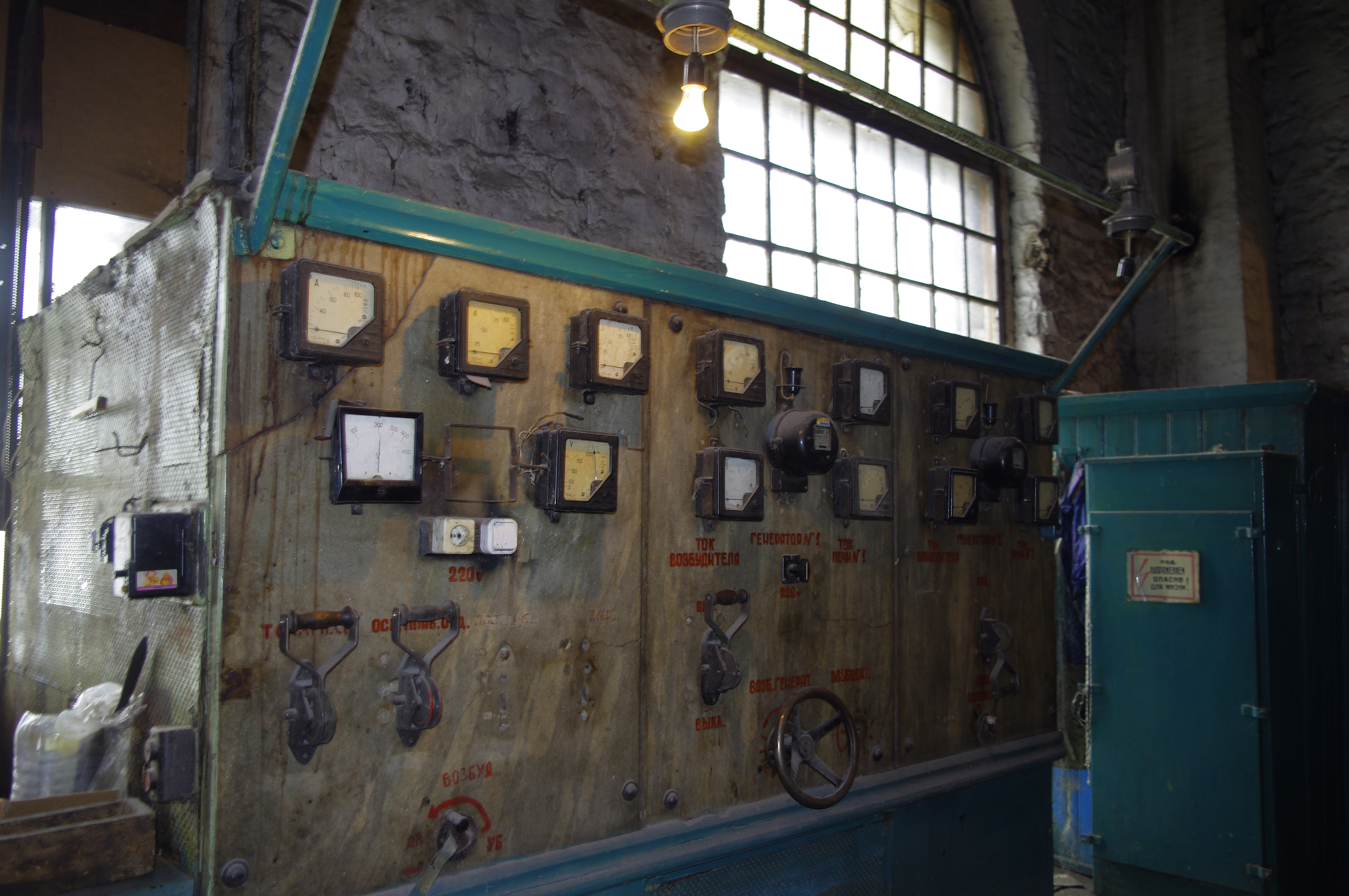
Пульт управления
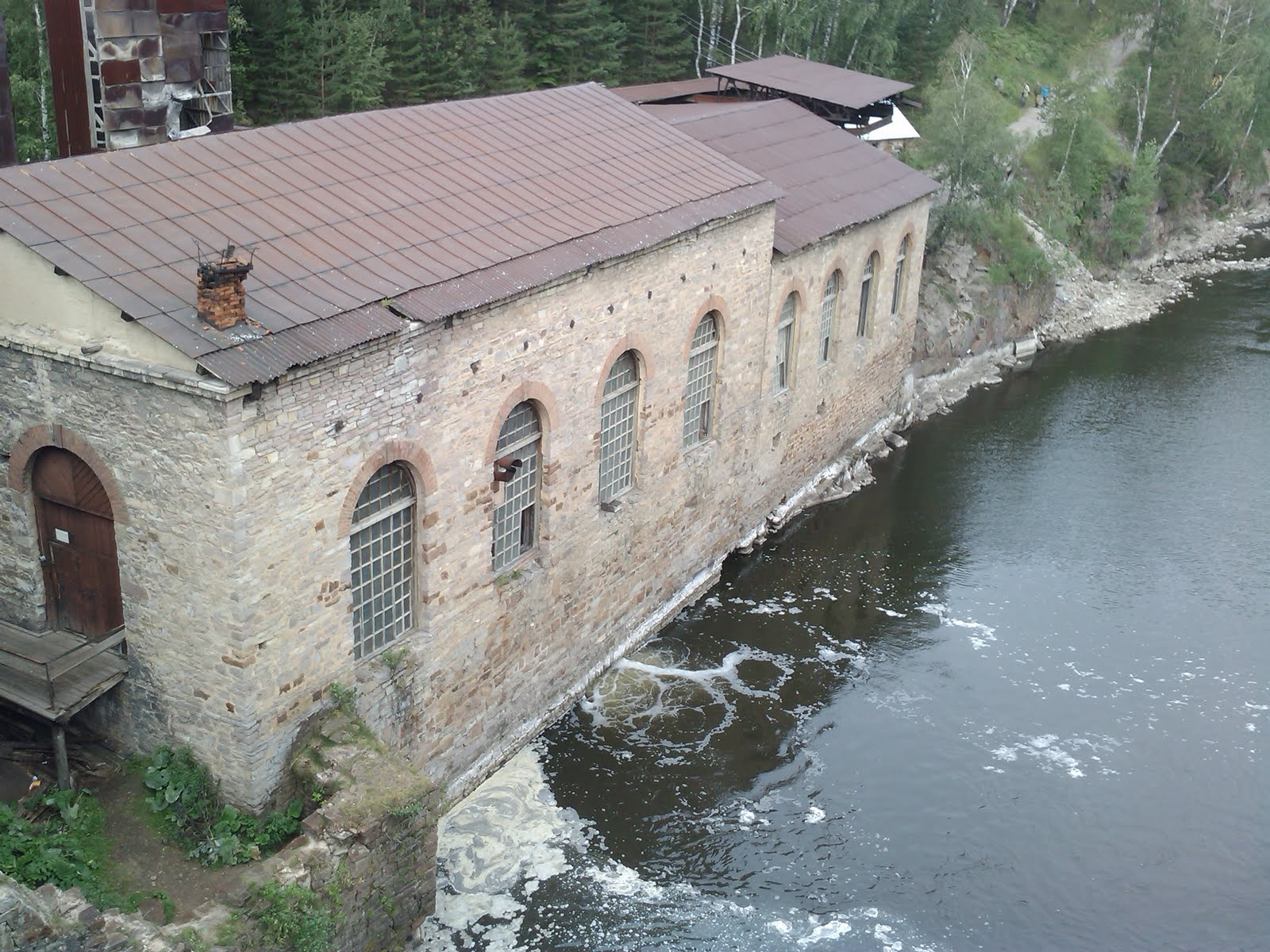
Здание электростанции
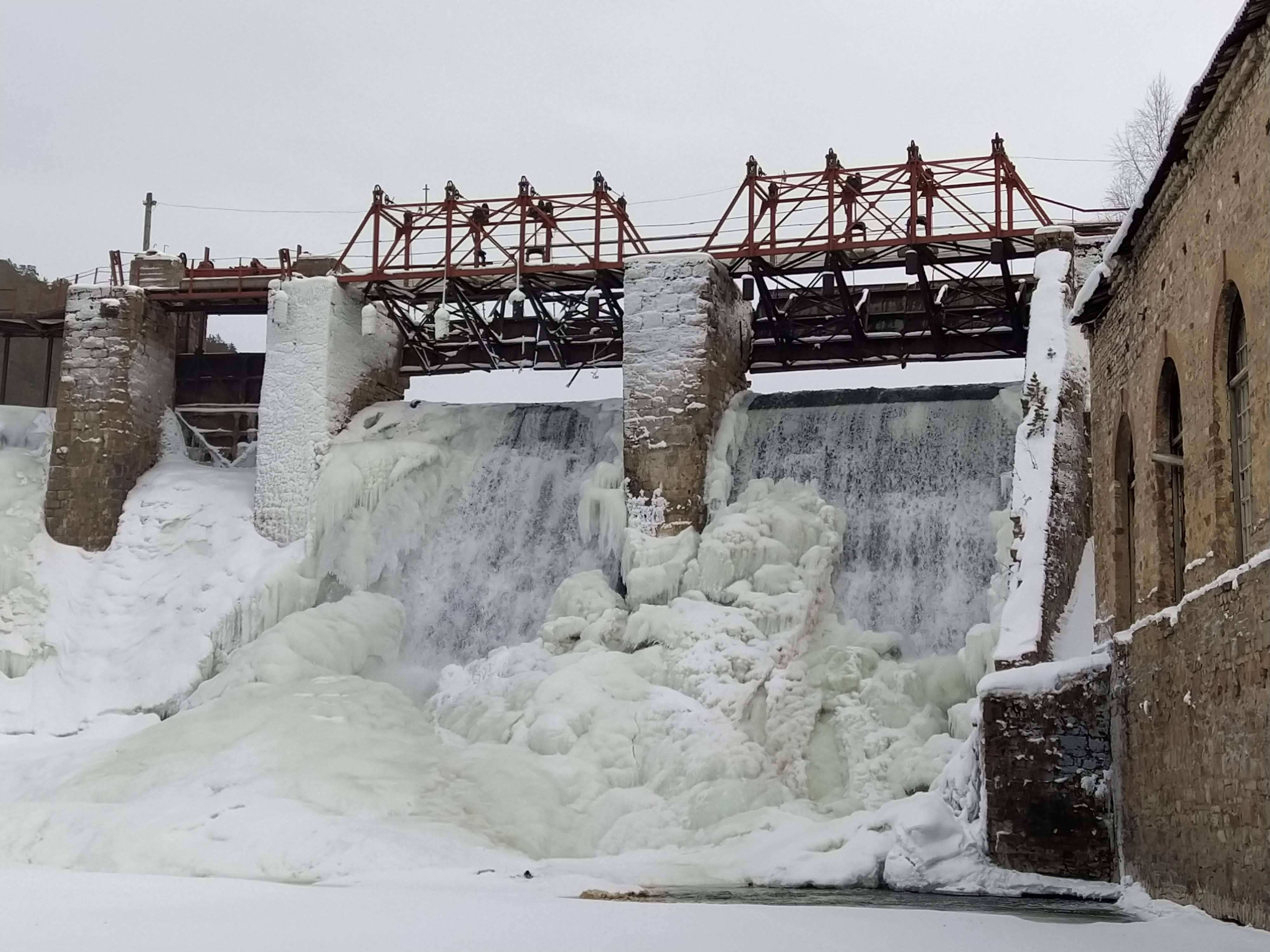
Плотина зимой
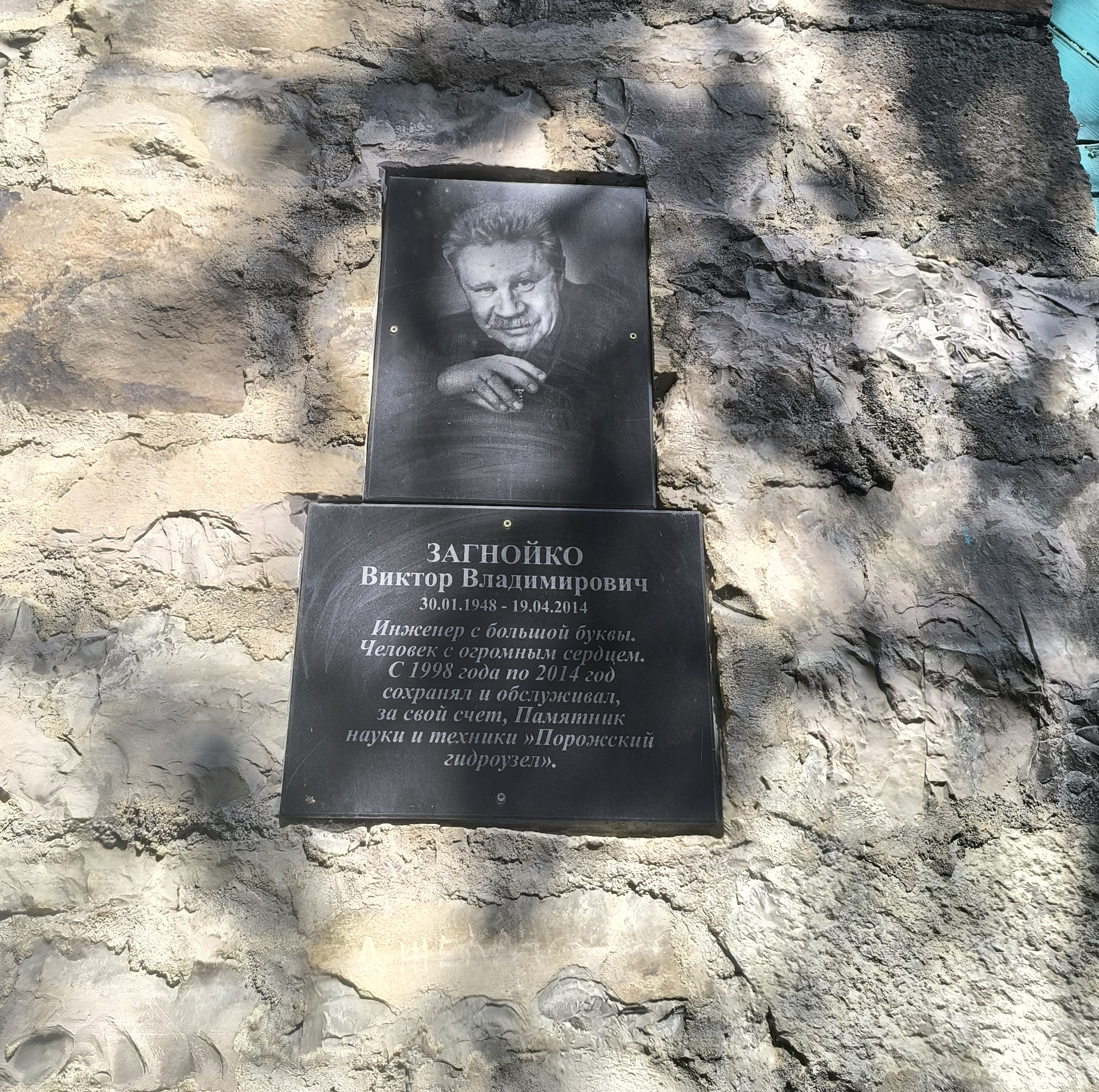
Мемориальная доска В. В. Загнойко